# ایزو گوآنین
ایزو گوآنین (به انگلیسی: Isoguanine) با فرمول شیمیایی C5H5N5O یک ترکیب شیمیایی با شناسه پاب‌کم 3371533 است. که جرم مولی آن ۱۵۱٫۱۲۶۱ گرم بر مول می‌باشد. 